# Gehüfte
Gehüfte ist eine moderne Wüstung im Saalekreis in Sachsen-Anhalt. Sie fiel dem Braunkohleabbau im Geiseltal zum Opfer.

## Geographische Lage
Gehüfte lag im Geiseltal nordöstlich von Mücheln. Nachbarorte waren Zorbau im Norden, Zöbigker im Westen und Mücheln im Südwesten. Die ehemalige Ortsflur liegt heute am Südwestrand des Geiseltalsees im Bereich der Marina Mücheln. In der Stadt Mücheln existiert eine Straße namens Gehüfte. Durch Gehüfte floss ein Nebenarm der Geisel, welche die Klinge genannt wurde.

## Geschichte
Gehüfte entstand nach 1327 bei der Teilung des Kaltenborner Klosterbesitzes in Eptingen. Es bestand zu dieser Zeit aus einem einzelnen Bauernhof bzw. Weiler, worauf auch der Ortsname abgeleitet ist. Der Ort gehörte bis 1815 zum wettinischen, später kursächsischen Amt Freyburg. Durch die Beschlüsse des Wiener Kongresses kam er zu Preußen und wurde 1816 dem Kreis Querfurt im Regierungsbezirk Merseburg der Provinz Sachsen zugeteilt, zu dem er bis 1944 gehörte.
Um das Jahr 1900 zählte Gehüfte zehn Haushalte, eine Gastwirtschaft sowie eine Mühle. 1927 lebten in Gehüfte 286 Einwohner.
Am 1. Oktober 1929 wurde Gehüfte in die Stadt Mücheln eingemeindet. Im Zuge des Braunkohleabbaus im Geiseltal wurde Gehüfte im Jahr 1968 umgesiedelt und 1975 größtenteils abgebaggert (devastiert). Vom Ort existiert heute nur noch ein Rest im Bereich der Bahnstrecke Merseburg–Querfurt.